# لوغانة بيضاء الأزهار
لوغانة بيضاء الأزهار (الاسم العلمي:Logania albiflora) هي نوع من النباتات تتبع جنس اللوغانة من الفصيلة اللوغانية.